# 安塞吉塞
安塞吉塞（Ansgise、，613年—662年被殺），墨洛溫王朝奧斯特拉西亞的軍事將領。梅斯敎區主敎及奧斯特拉西亞行政官梅斯的阿努爾夫的兒子、奧斯特拉西亞宮相蘭登丕平的女婿，妻子為聖白加。安塞吉塞是阿努爾夫家族成員，成為後來的卡洛林王朝始祖，赫斯塔的丕平的父親、查理·馬特的祖父、矮子丕平的曾祖父及加洛林帝國創建者查理曼的玄祖父。
最初，安塞吉塞因為父親的關係成為墨洛溫王朝奧斯特拉西亞國王西吉貝爾特三世的臣子，任職公爵及將領。643年或644年，他與宮相蘭登丕平的女兒白加結婚，將奧斯特拉西亞兩大家族丕平家族及阿努爾夫家族結合，成為奧斯特拉西亞權貴，成就日後後代能壟斷法蘭克王國宮相一職，逐漸取代墨洛溫王朝，建立卡洛林王朝。
安塞吉塞的逝世有很多不同的傳記，主流來源是他於669年被前宮相奧托的後人加德溫所殺以報復他的舅子老格里摩爾德於643年派人謀殺奧托，亦有說是報復老格里摩爾德的兒子奧斯特拉西亞國王希爾德貝爾特於662年被殺而為的。